# Bathyporeiapus bisetosus
Bathyporeiapus bisetosus is een vlokreeftensoort uit de familie van de Exoedicerotidae. De wetenschappelijke naam van de soort is voor het eerst geldig gepubliceerd in 1970 door Escofet.